# جی‌ای‌اف نومد
جی‌ای‌اف نومد (به انگلیسی: GAF Nomad) یک هواگرد چندمنظوره، دوموتوره توربوپراپ ساخت شرکت کارخانجات دولتی هواپیمایی در ملبورن استرالیا است. کار طراحی این هواپیما در سالهای ۱۹۶۰ انجام گرفتند و اولین پرواز آزمایشی خود را در ۲۳ ژولای سال ۱۹۷۱ انجام داد.